# 寒河江川
寒河江川（さがえがわ）は、山形県西村山郡および寒河江市を流れる、最上川水系最上川支流の一級河川である。

## 地理

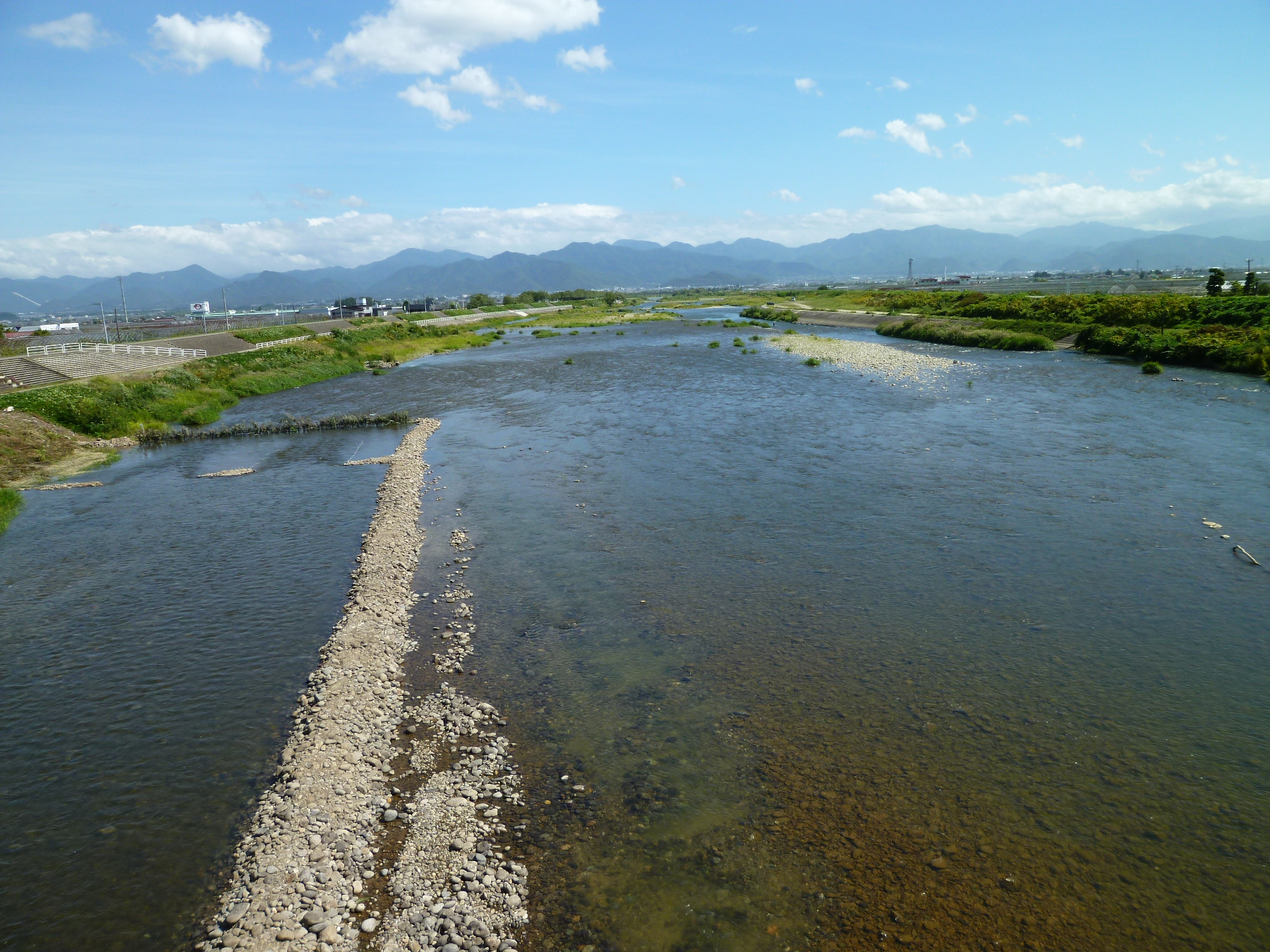
寒河江川橋から下流方向

山形県西村山郡西川町大字大井沢にある朝日岳に源を発し北に流れる。寒河江ダムを経由し流れの向きを東に変え、西村山郡河北町溝延で最上川に合流する。
上流は水量が多くブナ林も密生している。1995年（平成7年）には国土交通省から清流日本一に認定されるなど環境もよい。花火大会や鮎釣り大会など様々なイベントが毎年行われる。
寒河江川に沿って国道112号、山形自動車道が走行する。

## 流域の自治体
山形県
西村山郡西川町、寒河江市、西村山郡河北町

## 支流
（上流より記載）
- 根子川
- 見附川
- 大井沢川
- 大桧原川
- 小桧原川
- 大越川
  - 石跳川
- 四ッ谷川
- 大入間川
- 水沢川
- 綱取川
- 宝沢川
- 間沢川
- 海味川
- 八木沢川
- 熊野川
- 実沢川

## 2013年・豪雨による影響
2013年7月中旬、山形県内で記録的な豪雨を記録し、寒河江川から取水をしている村山広域水道の6市6町が水の濁りによる影響で断水した(詳しくは西川浄水場の記事を参照)。復旧後も寒河江ダム下流で複数の支流から土砂崩れによる泥を含んだ水が本流に流れ込んだ影響で濁りが改善されず、清流として知られる寒河江川が長らく水が濁った状態が続くと言う事態を招いた。寒河江川は鮎釣りのスポットとして知られ毎年約6000人の釣り客が訪れ、この年も7月1日の解禁後賑わいを見せていたが、7月中旬の豪雨以降は川底にたまった泥の影響で鮎の餌となるコケが壊滅状態でアユが減少し、釣り客も目に見えて減少した。
この年は例年行われる鮎釣り大会も中止となり、8月上旬に予定されていた鮎釣りの東日本大会は栃木県の那珂川へと会場が移動になった。

## その他
西川町では願い事をしたためた紙雛を川に流す伝統行事「雛流し」が行われている。

## ギャラリー

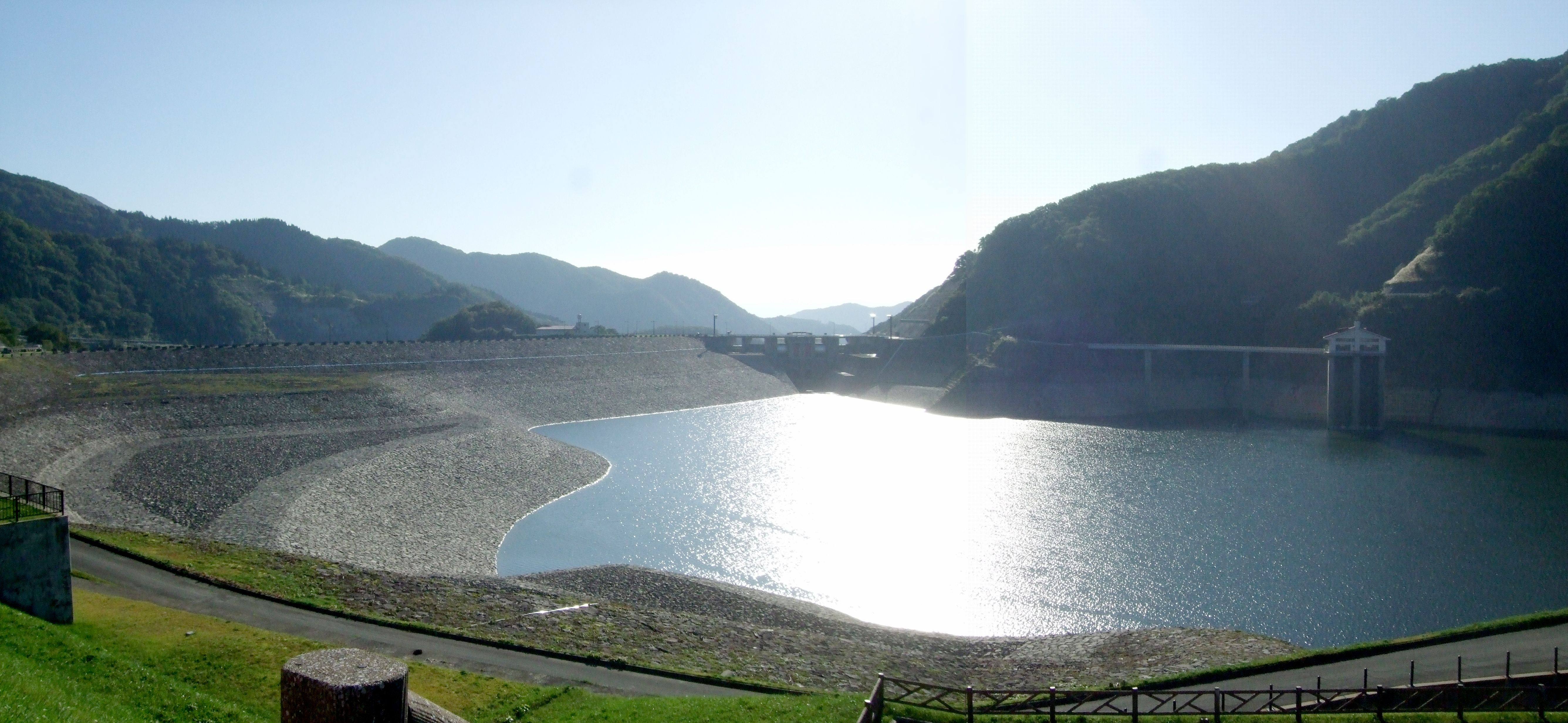
寒河江ダム
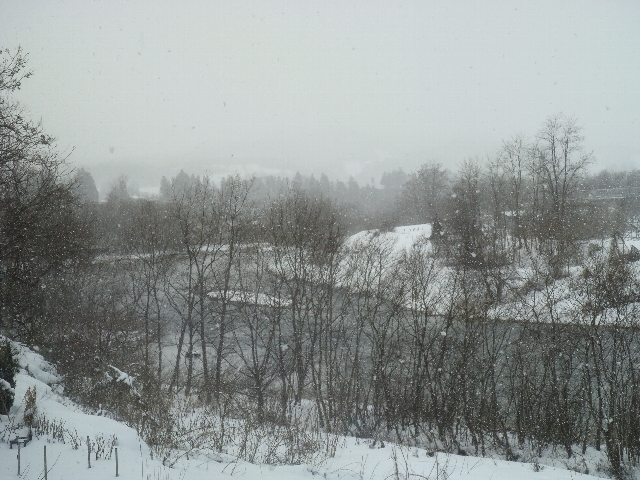
臥竜大橋付近
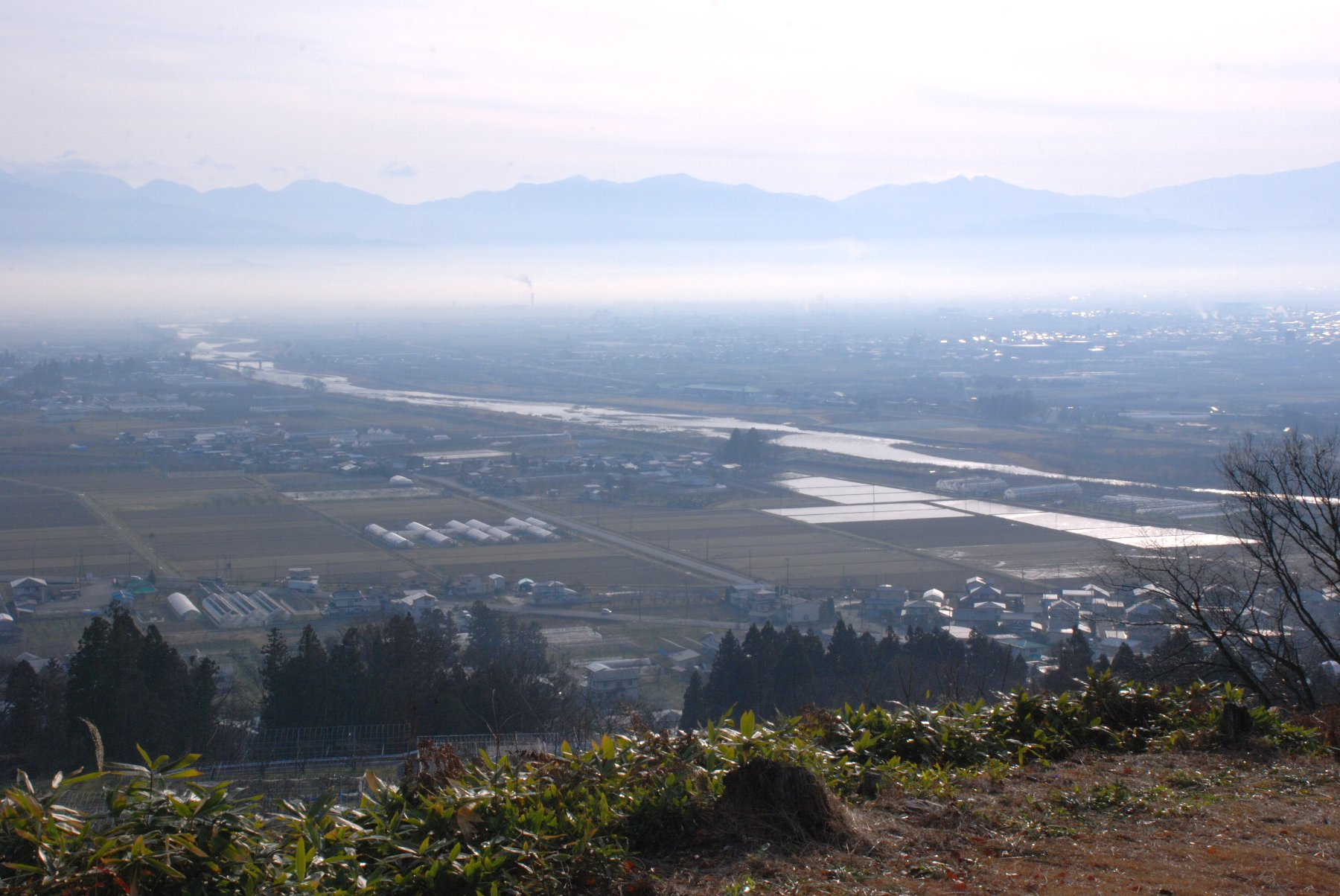
八千代公園から道の駅寒河江方向